# ヴァリー・フォージ (空母)
ヴァリー・フォージ (USS Valley Forge, CV/CVA/CVS-45, LPH-8) は、アメリカ海軍のエセックス級航空母艦。艦名はジョージ・ワシントンが1777年から78年にかけて駐留した野営地バレーフォージに因む。

## 艦歴
「ヴァリー・フォージ」は1943年9月14日、ペンシルベニア州フィラデルフィアのフィラデルフィア海軍造船所で起工した。1945年7月8日、海兵隊司令官アレグサンダー・A・ヴァンデグリフトの妻によって命名・進水し、1946年11月3日、ジョン・W・ハリス艦長の指揮下で就役した。
艤装完了後「ヴァリー・フォージ」は1947年1月24日にノーフォークを出港しパナマ運河を経由してキューバのグアンタナモ湾に向けて整調航海を行う。3月18日に巡航を終えると、オーバーホールのためにフィラデルフィアへ帰還する。7月14日にフィラデルフィアを出港、8月5日にパナマ運河を通過した。8月14日に母港のサンディエゴに到着し、太平洋艦隊に加わる。第11航空団を乗艦させた後に沖合で射撃、飛行訓練を行う。10月9日にハワイに向かい、機動部隊は真珠湾沖で三ヶ月の訓練を行った後1948年1月16日にオーストラリアに向けて出港する。シドニー訪問後オーストラリア海軍との合同演習を行い、続いて香港へ向かった。

### 世界一周航海
香港から中国の青島に向かう途中に、機動部隊に対して大西洋経由で帰還せよとの命令が下る。護衛駆逐艦と共に「ヴァリー・フォージ」は航海を継続した。マニラ、シンガポール、トリンコマリーに寄港し、1948年3月21日8時、北緯18度43分 東経64度33分 / 北緯18.717度 東経64.550度に達し地球半周を達成した。サウジアラビアのラス・タヌラに寄港した際には皇太子サウード王子の表敬訪問を受けた。ペルシャ湾での活動後にスエズ運河を通過し、同運河を通過した最大の航空母艦となった。4月6日、第6艦隊の空母「フィリピン・シー (USS Philippine Sea, CV-47) 」、重巡洋艦「ロチェスター (USS Rochester, CA-124) 」、軽巡洋艦「マンチェスター (USS Manchester, CL-83) 」「デイトン (USS Dayton, CL-105) 」、駆逐艦6隻と合流し、3日間の演習を行った。
演習後、「ヴァリー・フォージ」はジブラルタルを経て大西洋に入り、4月29日にノルウェーのベルゲンへ入港した。5月1日のメーデーの祝賀行事では「ヴァリー・フォージ」所属の第11空母航空団が国王ホーコン7世の綴り (Haakon VII) をかたどった編隊を組んで飛行した。
5月4日、「ヴァリー・フォージ」はイギリスのポーツマスに向けて出港。ポーツマス入港時には戦艦「デューク・オブ・ヨーク (HMS Duke of York, 17) 」と礼砲の交換を行い、ネルソン提督の旗艦「ヴィクトリー (HMS Vivtory) 」の間近に接岸するという栄誉を与えられた。
5月13日にニューヨークへ向けて出港し、5月22日にロウアー・ニューヨーク湾に入る。海軍作戦部長ルイス・デンフェルド大将の表敬を受け、世界一周航海の成功を祝福された。5月2日、パナマ運河に向けて出港し、6月11日にサンディエゴへ到着した。

### 朝鮮戦争
1950年5月1日、第7艦隊所属となった「ヴァリー・フォージ」はサンディエゴを出港。6月25日の朝鮮戦争勃発時は香港に錨を下ろしていた。開戦の知らせを受けると一旦フィリピンのスービック湾に移動し燃料補給を受けたのち沖縄へ向かった。6月28日、第7艦隊旗艦となり、重巡「ロチェスター」と6隻の駆逐艦で第77任務部隊を編成した。6月30日、沖縄の中城湾で軽巡「ジャマイカ (HMS Jamaica, 44) 」と空母「トライアンフ (HMS Triumph, R16) 」からなるイギリス艦隊と待ち合わせをした後に朝鮮半島近海に向けて出撃した。
7月3日からアメリカ軍・韓国軍への航空支援をおこなっている。「ヴァリー・フォージ」は実戦において初めてジェット機（F9F戦闘機）を運用した空母となった。その後「トライアンフ」や8月1日に到着した「フィリピンシー」とともに釜山橋頭堡の戦いや仁川上陸作戦において航空支援を行った。
9月以降からは「ボクサー (USS Boxer, CV-21 」や「レイテ (USS Leyte, CV-32) 」が到着したため11月末に一旦帰国し修理を行った。その後中国軍の参戦により国連軍が窮地に陥ったため12月6日に出港して朝鮮沖に急行し、「フィリピンシー」「レイテ」「プリンストン (USS Princeton, CV-37) 」とともに敗走する国連軍の援護を行った。
1951年3月29日、「ヴァリー・フォージ」は帰国の途に就き、4月7日にノースアイランド海軍航空基地に到着後、ピュージェット・サウンド海軍造船所に移動し、前回の帰国時には受けられなかった大規模な修理を受けた。修理を終えると8月10日にサンディエゴへ戻り、3度目の極東配備に備えた。
12月11日から朝鮮水域における3度目の作戦行動を開始し、1952年6月までに「ヴァリー・フォージ」の艦載機群は空爆で少なくとも5,346ヵ所での鉄道網の寸断に成功し、「ヴァリー・フォージ」は7月3日にサンディエゴに帰還した。
1952年10月、艦種が攻撃空母 (CVA-45) に変更された。10月、4度目の極東配備に向かい、「ヴァリー・フォージ」は朝鮮戦争で4回前線に配備された唯一の空母となった。1953年1月2日、艦長がロバート・E・ディクソン少将に交代し、新年早々に膠着した前線の先にある中国軍の補給基地や野営地を空爆した。「ヴァリー・フォージ」の航空団は母艦が帰国の途に就く1953年6月25日までに合計3,700 tの爆弾を投下した。

### 1954年 - 1960年
朝鮮から帰国した「ヴァリー・フォージ」はオーバーホールののち大西洋艦隊に異動し、艦種も対潜空母 (CVS-45) に再変更された。ノーフォーク海軍造船所で改装を受け、1954年1月に艦隊に復帰した。新任務に対応するための再教育訓練を終えた「ヴァリー・フォージ」は、1960年代後半まで東海岸を拠点に活動し、1954年後半には演習のためイギリスと東大西洋を訪れた。この時期の任務の多くは士官候補生や予備役兵の訓練航海やカリブ海諸国への親善訪問だった。
1957年、グアンタナモ湾でCH-37ヘリコプターが「ヴァリー・フォージ」から上陸部隊を上陸地点まで輸送し、その後に帰還させるというアメリカ海軍初の艦載機による上陸作戦の実証訓練が行われた。同年3月には他の揚陸艦艇も加わった大規模な上陸演習 "LANTPHIBEX 1-58" が実施され、「ヴァリー・フォージ」から飛び立った輸送ヘリは約1400名の海兵隊員を目的地に上陸させた。

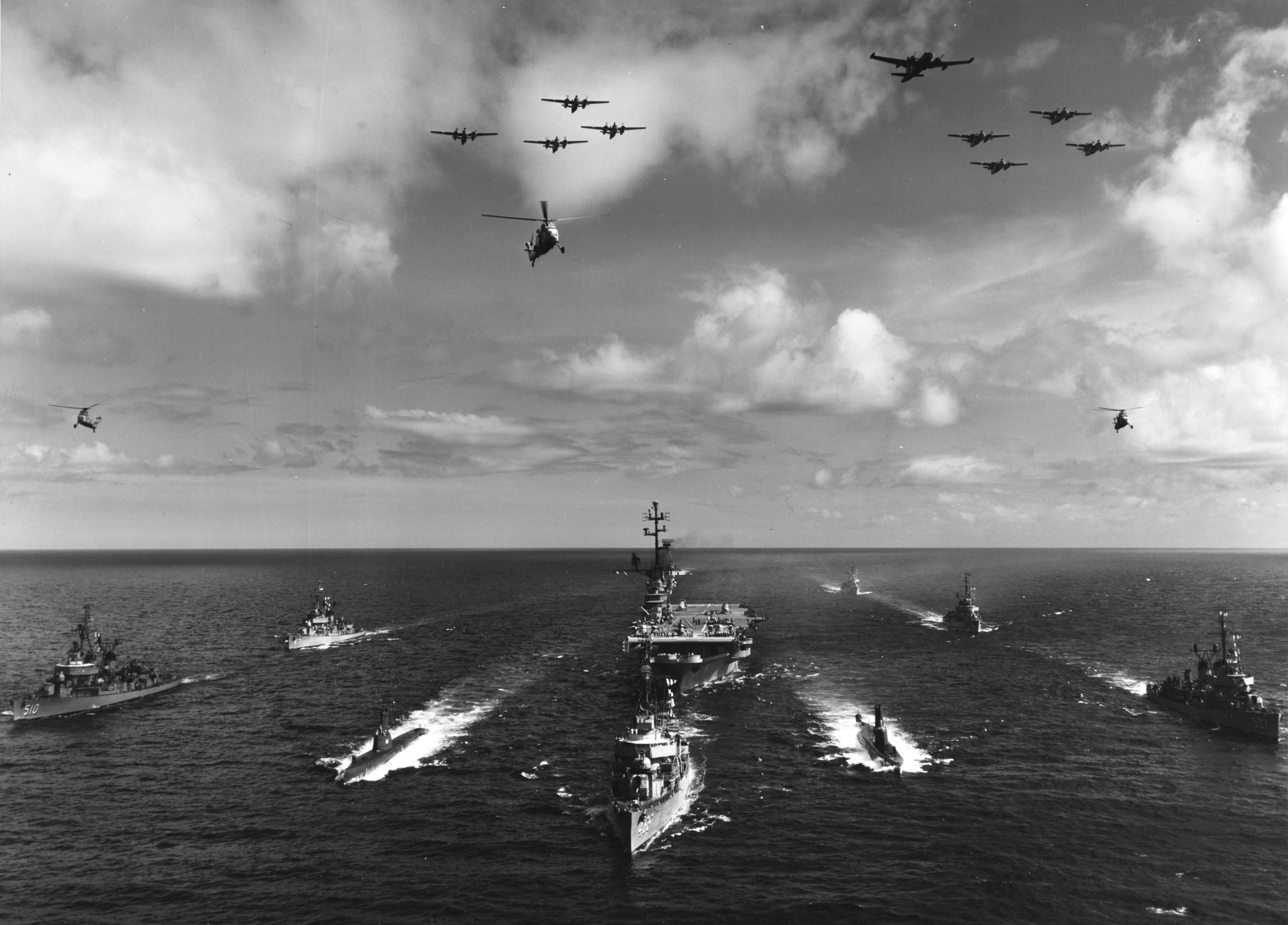
アルファ任務群の艦船と航空機の編成写真（1959年の大西洋での演習時に撮影）。

1958年4月1日、敵の原子力潜水艦の脅威に対抗するための新装備と戦術の開発を目的として新たに編成されたアルファ任務群の旗艦となった「ヴァリー・フォージ」にジョン・サッチ少将の将旗が掲げられた。この任務群は「ヴァリー・フォージ」を基幹に駆逐艦8隻、潜水艦2隻で構成され、各1個飛行隊の対潜ヘリと航空機で構成されていた。
1959年、新年を海上で迎えた「ヴァリー・フォージ」は荒天に巻き込まれて飛行甲板の前方部分を大きく損傷し、修理のためブルックリン海軍工廠に入った。修理では復帰を早めるため予備役となっていた姉妹艦「フランクリン (USS Franklin, CV-13) 」の飛行甲板部分が流用され、「ヴァリー・フォージ」の損傷部分と入れ替えられ、修復部分には「フランクリン」を記念した銅製のプレートが取り付けられた。復帰した「ヴァリー・フォージ」は同年秋までアルファ任務群での活動に従事し、その後修理のためブルックリン海軍工廠に入った。
1960年1月21日、修理を終えた「ヴァリー・フォージ」はカリブ海での演習に出港した。この演習中、「ヴァリー・フォージ」では、これまでに製作された中で最大級のスカイフック気球気球3機を打ち上げ、高度18–22マイル (29–35 km) で一次宇宙線の放射を測定・記録する実験も行われた。演習後、8月30日にノーフォークに帰還し、同年秋までアルファ任務群の旗艦として対潜演習に従事した。
12月19日、「ヴァリー・フォージ」はマーキュリー・レッドストーン1A号の無人宇宙船の回収艦を務めた。
その2日後、ハッテラス岬沖で難破したタンカー「パイン・リッジ (SS Pine Ridge) 」からのSOS信号を受信し、救助活動を行い、28名の生存者を救助した。

### 1961年 - 1964年
1961年3月6日、「ヴァリー・フォージ」は強襲揚陸艦への改装を受けるためノーフォーク海軍造船所で入渠し、7月1日に分類記号もLPH-8に改められ、出渠後まもなくカリブ海への訓練航海に出発した。9月にハンプトン・ローズに戻ると、バージニア岬沖での訓練のため新たに兵員輸送用ヘリが搭載された。10月、太平洋艦隊に新設される揚陸艦部隊の一員としてイスパニョーラ島沖へ向かい、10月21日～25日と11月20日～29日の2度にわたり大統領ラファエル・トルヒーヨの暗殺後に混乱するドミニカ共和国からアメリカ市民を退避させる作戦に参加した。
同年末に帰国した「ヴァリー・フォージ」は1962年1月6日、ノーフォークを出港してロングビーチに向かい、太平洋艦隊での任務についた。西海岸での3か月の訓練を終えると、揚陸艦部隊は極東での任務のため第7艦隊とともに太平洋を西に向かった。第7艦隊即応水陸機動部隊の旗艦となった「ヴァリー・フォージ」はインドシナ半島沿岸に接近し、乗艦していた海兵隊を上陸させる命令を受けた。当時ラオスでは共産主義勢力パテート・ラーオが王政府への攻撃を再開しており、王政府はアメリカのケネディ政権に対し共産勢力の本格的侵攻を回避するため軍事介入を求めていた。揚陸部隊は5月17日に海兵隊をラオスまで輸送し、数週間後に危機が終息すると7月には海兵隊の撤収支援を行った。
「ヴァリー・フォージ」は1962年の残りの期間を極東で過ごした後、西海岸に戻り、1963年の前半をカリフォルニア沖とハワイ諸島での上陸演習演習に費やした。7月1日、電子機器や兵員・物資の輸送設備、上陸用ヘリコプターの更新などの近代化改装 (FRAM) を受けるためロングビーチ海軍造船所に入渠した。1964年1月27日、近代化改装を終えて艦体に復帰し、訓練と演習を終えると再び西太平洋へ向かうためロングビーチを出港し、真珠湾、沖縄、香港を経由して台湾へ向かった。6月には他のSEATO加盟国の艦船との揚陸演習に参加し、7月にはフィリピンを訪問している。

### ベトナム戦争
1964年8月2日にトンキン湾事件が起こると、「ヴァリー・フォージ」は海兵隊の上陸に備えてベトナム沖で57日間待機した。11月5日にいったんロングビーチに戻り、海兵隊と航空機を輸送するため沖縄 - ロングビーチ間を2往復している。
1965年後半から南シナ海に配置された「ヴァリー・フォージ」は、ベトナムでの任務に備えてフィリピン沖で訓練を重ねた。11月中旬、「ヴァリー・フォージ」はブルー・マーリン作戦では予備艦として待機し、ダガー・スラスト作戦とハーベスト・ムーン作戦では海兵隊の現地への輸送を担当し、クリスマスは沖縄で過ごした。
1966年1月3日、海兵1個大隊と輸送ヘリ中隊を搭載した「ヴァリー・フォージ」は南ベトナムへ向けて出港した。スービック湾とチューライを経由して1月27日にはベトナム沖に到着し、その2日後にダブル・イーグル作戦に参加する上陸部隊を出撃させ、その後は沖合に停泊して後方支援と医療支援を行った。2月17日に上陸部隊を収容し、彼らを休息させながら北へ向かった。その2日後、作戦の第2弾が開始され、再び上陸した海兵隊は敵への集中攻撃を行った。2月26日に作戦は終了し、「ヴァリー・フォージ」は海兵隊を収容してスービック湾に戻った。その後、「ヴァリー・フォージ」はアメリカへ戻ってオーバーホールと訓練を行い、再び西太平洋へ派遣され、ダナン沖での作戦に参加した後、年末に再びアメリカへ戻り、大規模なオーバーホールを受け、西海岸沖で訓練を行った。
「ヴァリー・フォージ」は1967年11月に戦地に戻り、12月31日に開始されたフォートレス･リッジ作戦に参加した。軍事境界線のすぐ南に空挺部隊を投入し、米軍と南ベトナム軍を脅かす北ベトナム軍を排除することを目的とした同作戦で、「ヴァリー・フォージ」は前線部隊への補給と医療支援を担った。同作戦は12月24日に終了したが、「ヴァリー・フォージ」は引き続き南ベトナム北部のクアンチ近郊で行われたバジャー・トゥース作戦に参加。ドンホイ沖に新設された停泊地に配置され、補給と医療支援を行った。
1968年1月23日～2月18日まで行われたクァヴィット基地支援を目的としたバジャー・キャッチ作戦に参加した後、「ヴァリー・フォージ」はスービック湾に帰投し修理と補給を補給を受けた。前線に戻った「ヴァリー・フォージ」は北ベトナム軍の砲撃にさらされる陸上基地の海兵隊ヘリの "避難所" となった。例えば、3月6日～4月14日に行われた第二次バジャー・キャッチ作戦では、基地周辺から北ベトナム軍が排除されるまで海兵隊のヘリ部隊は「ヴァリー・フォージ」の甲板上に退避していた。スービック湾で定期修理を受けた「ヴァリー・フォージ」は、4月28日～6月3日まで第三次バジャー・キャッチ作戦に参加し、その後ダナンへ移動し、6月7日～14日に行われたスウィフト・セイバー作戦に備えた。7月初旬に行われたヒルトップXX上陸作戦の後、「ヴァリー・フォージ」は海兵隊員とヘリを強襲揚陸艦「トリポリ(USS Tripoli, LPH-10) 」に移乗させて帰国の途につき、香港、沖縄、真珠湾を経て8月3日にロングビーチに到着した。
5カ月に及ぶオーバーホールと訓練を終え、「ヴァリー・フォージ」は1月30日に前線へ戻るためロングビーチを出港した。途中、サンディエゴで海兵隊用のCH-53ヘリを積み込み、真珠湾を経てスービック湾に到着し、揚陸戦隊司令官と海兵隊の特殊上陸部隊、CH-64輸送ヘリを乗艦させた。3月10日、デファイアント・メジャー作戦を支援するためダナン沖に進出し、ヘリで海兵隊を上陸させた。作戦は3月18日に終了し、「ヴァリー・フォージ」はダナンでヘリを降ろした後、整備のためスービック湾に向かった。5月3日にダナンに戻り、陸上での戦闘に参加していた海兵隊員の一部とヘリを収容した。そのままダナン近海で活動を続け、ヘリ部隊は陸上部隊の支援を続け、海兵隊員は再度の上陸に備えて待機した。
5月下旬～6月にかけて「ヴァリー・フォージ」は海軍長官ジョン・チェイフィーと第7艦隊司令官ウィリアム・F・ブリングル中将の訪問を受けた。6月10日にダナンで海兵隊を降ろし、沖縄に戻る陸軍の上陸部隊1個大隊を乗艦させ、6月16日に沖縄へ到着した。上陸部隊は沖縄で「ヴァリー・フォージ」との共同演習を11日間にわたって行い、スービック湾に戻る「ヴァリー・フォージ」に再び乗艦し、訓練を続けた。「ヴァリー・フォージ」は7月8日にダナン沖に戻り、南ベトナム第1軍団の支配地域で戦う海兵隊へのヘリでの支援を再開した。
7月24日、アルマダの勇者作戦が始まり、ヘリ部隊がクアンガイ省でベトコンと北ベトナム軍の陣地を攻撃した。「ヴァリー・フォージ」は、この攻撃を支援するため作戦が終了する8月7日までチューライ - クアンガイ間の海域に留まった。その後、ダナンで海兵隊を収容した。同日、海兵隊司令官レナード・F・チャップマン大将が「ヴァリー・フォージ」を訪問した。8月13日、沖縄へ向けて出港し、4日後に到着すると海兵隊を降ろし、台風を避けるためにすぐに香港へ向けて出港した。8月22日、近日中の退役を内示するメッセージを受け取った。9月3日、ダナンでアメリカへ運ぶ資材を積み込み、その日の夕方、横須賀基地へ向けて出港し、極東での最後の3日間を同地で過ごした。

### 退役
1969年9月11日、「ヴァリー・フォージ」は横須賀を出港し、9月22日にロングビーチに到着した。整備と休養の後、シール・ビーチ海軍兵器補給廠とサンディエゴ海軍基地で積み荷を降ろし、退役の準備のため10月31日にロングビーチへ戻った。この作業は年をまたぎ、1970年1月15日に「ヴァリー・フォージ」は退役し、同日除籍された。
記念艦として保存するための資金調達が失敗に終わり、「ヴァリー・フォージ」は1971年10月29日にカリフォルニア州ビバリーヒルズのニコライ・ジョフル株式会社にスクラップとして売却された。
「ヴァリー・フォージ」は朝鮮戦争の戦功で8つの、ベトナム戦争の戦功で9つの従軍星章を受章し、3つの海軍部隊栄誉章も受章した。

## 『サイレント・ランニング』
ロングビーチでの保管の間に、1971年2月14日から28日までヴァリー・フォージはSF映画『サイレント・ランニング』の撮影に使用された。映画の主な場面は宇宙貨物船「ヴァリー・フォージ」で、2,000フィートの長さの貨物室に、地球最後の植物が育てられる6つの大きなジオデシック・ドームを積んでいるという設定であった。
映画のプロデューサーは「宇宙貨物船」の貨物室、コントロール・ルーム、居住区を表現できる場所を探していた。ハリウッドのスタジオ・セットは法外な使用料がかかり、映画の制作費を抑えるために倉庫、貨物船、タンカーを含む様々な場所が調査された。アメリカ海軍に連絡を取って空母の使用に関する質問を行った後、プロデューサーの関心はロングビーチ海軍造船所で廃棄のために保管されていたヴァリー・フォージ、フィリピン・シー、プリンストンといった退役航空母艦に向けられた。退役空母は撮影現場として申し分なく、海軍もその申し出に関心を示し、その中からヴァリー・フォージが選ばれた。映画に登場する宇宙貨物船は撮影現場に因んで「ヴァリー・フォージ」と命名された。
ヴァリー・フォージの艦載機格納庫が映画の中で貨物室として使用された。格納庫は塗装が行われ、ポリスチレン材で飾り立てられた。飛行司令所は宇宙船の乗組員のコントロール・ルームと居住区を表すため大きく改造された。隔壁は切断され、カメラ及び俳優の移動ができる広い通路とされた。コンピューター・コンソールや様々なプロップが宇宙貨物船を表現するために取り付けられた。映画スタッフは金属部材が削り取られない限り、船内で望むことを全て認められた。船の動力使用は認められなかったため、動力と水は船外から運び込まなければならなかった。